# Кардинал-довбоніс золоточеревий
Кардинал-довбоніс золоточеревий (Pheucticus aureoventris) — вид горобцеподібних птахів родини кардиналових (Cardinalidae).

## Поширення
Вид в Аргентині, Бразилії, Болівії, Колумбії, Еквадорі, Парагваї, Перу та Венесуелі. Мешкає у сухих гірських лісах.

## Підвиди
Таксон включає 5 підвидів:
- P. a. meridensis Riley (1905) — штат Мерида на північному заході Венесуели.
- P. a. uropygialis Sclater & Salvin (1871) — Східні Анди в Колумбії.
- P. a. crissalis Sclater & Salvin (1877) — від департаменту Наріньйо в Колумбії на південь до центрального Еквадору.
- P. a. terminalis Chapman (1919) — департаменти Амазонас і Куско.
- P. a. aureoventris d'Orbigny & Lafresnaye (1837) — в Перу, західній і південній Болівії та північно-західній Аргентині.